# Station Ars-sur-Moselle
Station Ars-sur-Moselle is een spoorwegstation in de Franse gemeente Ars-sur-Moselle.

## Treindienst
| Serie      | Treinsoort | Route                                                                                     | Bijzonderheden |
| ---------- | ---------- | ----------------------------------------------------------------------------------------- | -------------- |
| TER 837500 | TER (SNCF) | Nancy-Ville – Frouard – Pont-à-Mousson – Pagny-sur-Moselle – Ars-sur-Moselle – Metz-Ville |                |